# Piscinas de La Fajana

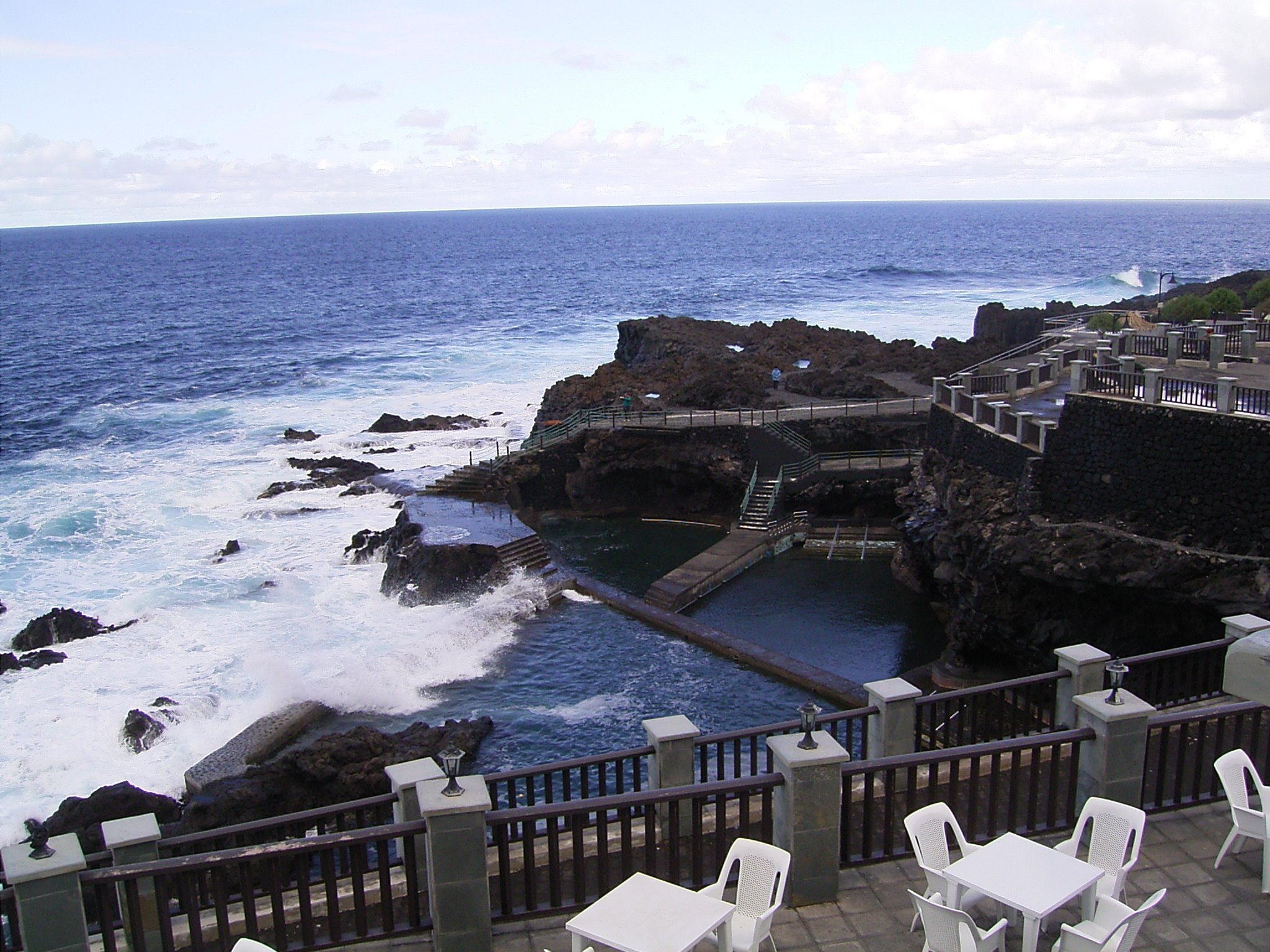
Piscinas de La Fajana

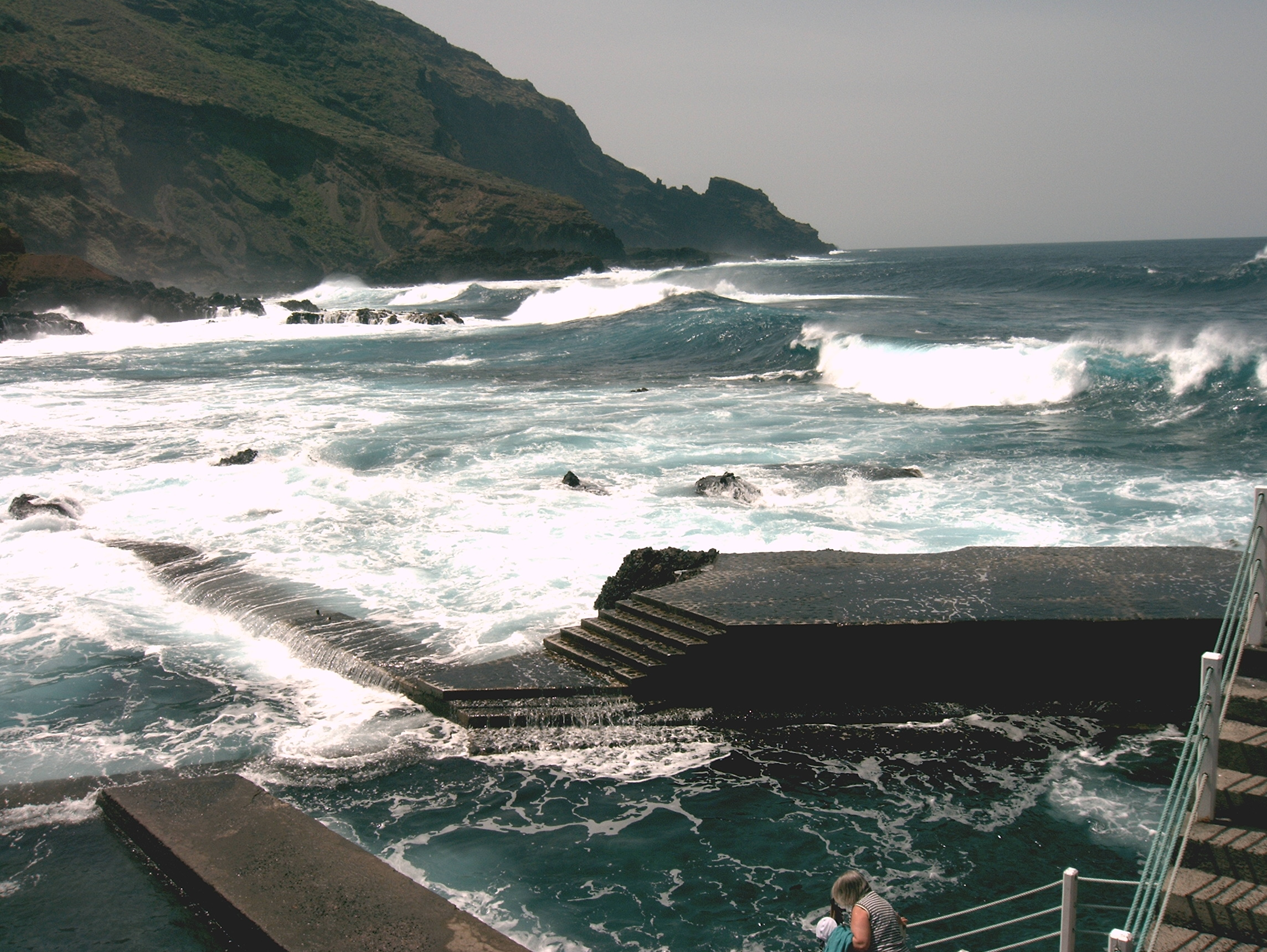
Piscinas de La Fajana

Piscinas de La Fajana sind Naturschwimmbecken an der Nordostküste der Kanarischen Insel La Palma, im Weiler La Fajana der Gemeinde Barlovento, in der Bucht Riegos de Lino.
Der Weiler und die Naturschwimmbecken sind über die Hauptverbindungsstraße LP-1, etwa auf halbem Weg der zwischen den Dörfern Los Sauces und Barlovento, und von dort über eine Nebenstraße erreichbar (von beiden Orten jeweils etwa 6–7 km).
Die Naturschwimmbecken liegen an der steilen Felsenküste und bestehen aus einem großen und zwei kleineren Becken. Sie sind über Betonbarrieren vom Atlantischen Ozean getrennt und erhalten ihren natürlichen Wasserzulauf über die Meeresbrandung.
Erste Arbeiten zur Nutzung als Schwimmbecken gehen auf das Jahr 1976 zurück. Vorher diente die Bucht den Einheimischen als Waschstelle. 1994 wurden sanitäre Einrichtungen mit Toiletten und Umkleidekabinen geschaffen. 2011 wurden die Anlagen erneuert.